# Józef Augustyn Orłowski
Józef Augustyn Orłowski inna forma nazwiska: Augustyn Józef Orłowski (ur. 1716, zm. 27 listopada 1796 w Warszawie) – polski pijar, tłumacz tragedii, pedagog i rektor.

## Życiorys
W roku 1732 wstąpił do zakonu pijarów (Podoliniec), przyjmując imię Augustyna od św. Stanisława (imię chrzestne: Józef). Studia teologiczne odbywał w Warszawie. W roku szkolnym 1742/1743 był podprefektem kolegium warszawskiego, a już rok później (1744) uzupełniał swą wiedzę, studiując za granicą. Wykładał w Collegium Nobilium pijarów w Warszawie (1746–1754).

## Twórczość
Razem ze Stanisławem Konarskim przekładał dla potrzeb teatru szkolnego tragedie Racine’a, m.in. Atalia (1751) i Woltera, m.in.: Zaira (1747), Alzyra (1750) i Meropa (1755). Niektóre z nich były wystawiane na scenie Teatru Narodowego w Warszawie w latach (1774–1792).

### Ważniejsze przekłady
1. Voltaire: Zaira. Tragedia w 5 aktach wierszem, z Woltera przełożona, wyst.: Warszawa Collegium Nobilium Scholarum Piarum 1747, 1750; Warszawa Teatr Narodowy 1774, wyd. Warszawa 1787 (druk anonimowy); rękopis: Ossolineum, sygn. 3584/I (Zaira. Tragedia od IMciów Kawalierów w Kolegium Warszawskim Księży Scholarum Piarum... reprezentowana R. P. 1747); współtłumacz: S. Konarski
2. Voltaire: Alzyra. Tragedia w 5 aktach p. de Voltaire, z francuskiego na polski język przełożona, wyst. Warszawa Collegium Nobilium Scholarum Piarum 1750 (współtłumacz: S. Konarski; drukowany program przedstawienia: Amerykanie. Tragedia w Warszawie 1750 podczas karnawału w Kolegium IchMciów konwiktorów Scholarum Piarum reprezentowana, Warszawa 1750; przedr. L. Bernacki, [w:] Teatr, dramat i muzyka za Stanisława Augusta t. 1, Lwów 1925, s. 419–421); Warszawa jak wyżej 1754 (tekst tłum. obok Orłowskiego – G. Baxter, L. Jordan, T. Nowaczyński, M. Stadnicki, może też A. Ożga), wyd. Warszawa 1779 (druk anonimowy, autorstwo przypisywane Orłowskiemu); rękopisy tekstów przedstawień pijarskich znajdowały się w Bibliotece Krasińskich, sygn. 3310 (pt. Amerykanie...), 838; stosunek tekstów rękopisów do wersji drukowanej pozostał nieustalony
3. Voltaire: Henriada, tłum. 1750; pozycja niepewna; wymieniana przez Estreichera odsyłaczowo pod hasłem Orłowski: XXIII (1910) 426, niepotwierdzona pod hasłem Voltaire
4. J. Racine: Attalia. Tragedia, wyst.: Warszawa Collegium Nobilium Scholarum Piarum 1751, 1752 (drukowany program: Joas. Tragedia z Pisma Świętego, w Warszawie 1752 r. podczas karnawału in Collegio Nobilium reprezentowana, brak miejsca i roku wydania), 8 lutego 1766 (drukowany program: Attalia, tragedia polska z Pisma Świętego... w Warszawie r. 1766 podczas karnawału in Collegio Nobilium Scholarum Piarum reprezentowana, brak miejsca i roku wydania; przedr. L. Bernacki jak wyżej s. 426–427); fragmenty wyd.: Prolog tragedii Attalii w Collegium Nobilium warszawskim Scholarum Piarum R. P. 1766 reprezentowanej (Warszawa 1766); przedr. L. Bernacki jak wyżej s. 428–429; rękopis całości w Ossolineum, sygn. 684/I (Joas. Tragedia... Przez p. Racine, francuskiego poetę, napisana, a potem na wiersz polski przełożona, w Warszawie 1752... in Collegio Nobilium, w Rzeszowie 1777 dnia 4 lipca... od kawalerów reprezentowana); współtłumacz: S. Konarski
5. J. Racine: Esther. Tragedia, tekst nieznany, współtłumacz: S. Konarski
6. Voltaire: Meropa. Tragedia w 5 aktach p. de Voltaire, na polski język z francuskiego przełożona, wyst.: Warszawa Collegium Nobilium Scholarum Piarum styczeń 1755; Warszawa Teatr Narodowy 26 listopada 1792 (druk. argument: Tragedia Meropy, brak miejsca i roku wydania); wyd. Warszawa 1779 (druk anonimowy); rękopisy znajdowały się w Bibliotece Teatrów Warszawskich, sygn. 528-529.

Orłowski uczestniczył ponadto w pracy nad wydaniem: Ordinationes visitationis Apostolicae... pro Provincia Polona... Scholarum Piarum, pars 4-5 (Warszawa) 1753; pars 1-3 (Warszawa) 1754.
Przypisywany przez J.A. Załuskiego Orłowskiemu i Konarskiemu przekład tragedii P. Corneille’a Polyeucte – według źródeł pijarskich sporządził go A. Ożga.